# Bembidion indistinctum
Bembidion indistinctum är en skalbaggsart som beskrevs av Pierre François Marie Auguste Dejean. Bembidion indistinctum ingår i släktet Bembidion och familjen jordlöpare. Inga underarter finns listade i Catalogue of Life.